# Liste der Stadtoberhäupter von Riga
Die Liste der Stadtoberhäupter von Riga enthält Bürgermeister, Stadthäupter und weitere Vorsteher der lettischen Hauptstadt Riga.

## Bürgermeister bis 1889 (Auswahl)
Seit 1226 wurde die Stadt Riga von einem Magistrat  (Stadtrat) geführt. Dieser wurde von mehreren Bürgermeistern geleitet. Etwa seit dem 16. Jahrhundert gab es vier Bürgermeister, aus denen jährlich ein wortführender Bürgermeister (Präsident) bestimmt wurde.
Seit 1786 stand der Stadtverwaltung  ein Stadthaupt während der Statthalterzeit vor. Ab 1796 gab es wieder vier Bürgermeister.
1877 wurde diese alte Ratsverfassung aufgehoben, seitdem leitete ein Stadthaupt die Stadt. 1889 wurde der noch bestehende alte Magistrat mit seinen letzten vier Bürgermeistern aufgelöst.
| Name                               | Bürgermeister | Wortführender Bürgermeister | Lebensdaten   | Porträt | Bemerkungen |
| ---------------------------------- | ------------- | --------------------------- | ------------- | ------- | --- |
| Jürgen Padel                       | 1547–1571     | 1551–1571                   | 1505–1571     |         | hinterließ ein in Auszügen überliefertes Tagebuch, das wichtige Ereignisse in Rigas Stadtgeschichte im 16. Jh. beschreibt     |
| Nicolaus Eck                       | 1581–1586     |                             | 1541–1623     |         | verjagt von der Bevölkerung wegen Einführung eines neuen Kalenders                                                            |
| Thomas von Ramm                    |               |                             | um 1570– 1631 |         | |
| Adam Hinrich Schwartz              | 1740–1762     | 1754–1762                   | 1678–1762     |         | |
| Johann Christoph Schwartz          | 1782–1787     |                             | 1722–1804     |         | |
| Jakob Friedrich (von) Wilpert      | 1797–1800     | 1787–1790                   | 1741–1812     |         | |
| Alexander Gottschalk von Sengbusch |               | 1790–1800                   | 1738–1800     |         | Stadthaupt 1790–1796 in der Statthalterzeit, wortführender Bürgermeister 1796–1800                                            |
| Johann Joachim Rolssen             | 1810–1834     | 1826–1834                   | 1751–1841     |         | |
| Arend Berkholz                     | 1878–1881     |                             | 1808–1888     |         | |
| Eduard Hollander                   | 1869–1889     | 1869–1889                   | 1820–1897     |         | letzter wortführender Bürgermeister von Riga                                                                                  |
| Heinrich Julius Böthführ           |               |                             | 1811–1888     |         | |
| Robert Buengner                    | 1872–1878     |                             | 1815–1892     |         | Stadthaupt 1878–1885, dann vom russischen Kaiser abgesetzt, weil er nicht die russische Sprache als Behördensprache einführte |
| Emil von Boetticher                | 1881–1889     |                             | 1836–1907     |         | |

## Stadtoberhäupter seit 1890 (Auswahl)
Seit 1890 wurde Riga von einem Stadthaupt regiert, der der Stadtverordnetenversammlung vorstand. Die Stadt gehörte zum Gouvernement Livland in Russischen Kaiserreich.
| Nr. | Nr. | Name                          | Amtszeit                         | Lebensdaten | Fotografie | Partei                                | Bemerkungen                                                                                  |  |
| --- | --- | ----------------------------- | -------------------------------- | ----------- | ---------- | ------------------------------------- | -------------------------------------------------------------------------------------------- |  |
|     | 1.  | Ludwig Wilhelm Kerkovius      | 19. Juni 1890 – 17. Mai 1901     | 1831–1904   |            | parteilos                             | Stadthaupt                                                                                   |  |
|     | 2.  | George Armitstead             | 17. Mai 1901 – 17. November 1912 | 1847–1912   |            | parteilos                             |                                                                                              |  |
|     | 3.  | Wilhelm Robert von Bulmerincq | 22. April 1913 – 23. April 1917  | 1862–1953   |            | parteilos                             | [ 5 ]                                                                                        |  |
|     | 4.  | Gustavs Zemgals               | 23. April 1917 – 1917            | 1871–1939   |            | Lettische Radikaldemokratische Partei | später Präsident Lettlands (1927–1930)                                                       |  |
|     | 5.  | Paul Hopf                     | 1917 – 13. Dezember 1918         | 1875–1939   |            | parteilos                             | Stadthauptmann während der deutschen Besetzung der Stadt, danach Bürgermeister von Elberfeld |  |

### 1918–1940
Seit 1918 war Riga die Hauptstadt der unabhängigen Republik Lettland.
| Nr. | Nr.  | Name                                | Amtszeit                               | Lebensdaten     | Fotografie | Partei                                      | Bemerkungen                    |  |
| --- | ---- | ----------------------------------- | -------------------------------------- | --------------- | ---------- | ------------------------------------------- | ------------------------------ |  |
|     | (4.) | Gustavs Zemgals                     | 3. Dezember 1918 – 1918                | 1871–1939       |            | Lettische Radikaldemokratische Partei       |                                |  |
|     | 6.   | Woldemar Pussull (Voldemārs Pusuls) | 1919                                   | 1884–1939       |            | Deutschbaltische Reformpartei               |                                |  |
|     | (4.) | Gustavs Zemgals                     | 4. Juli 1919 – 1919                    | 1871–1939       |            | Lettische Radikaldemokratische Partei       |                                |  |
|     | 7.   | Rūdolfs Endrups                     | 1919                                   | 1871–1939       |            | Lettische Kommunistische Partei             | unter Einfluss Sowjetrusslands |  |
|     | 8.   | Sīmanis Berģis                      | 1919 – 4. Juli 1919                    | 1887— nach 1943 |            | Lettische Kommunistische Partei             |                                |  |
|     | (4.) | Gustavs Zemgals                     | 4. Juli 1919 – 3. Februar 1920         | 1871–1939       |            | Lettische Radikaldemokratische Partei       |                                |  |
|     | 9.   | Andrejs Frīdenbergs                 | 3. Februar 1920 – 3. März 1921         | 1875–1941       |            | Lettische Demokratische Partei              |                                |  |
|     | 10.  | Alfrēds Andersons                   | 3. März 1921 – 16. März 1928           | 1879–1937       |            | Demokratische Union                         |                                |  |
|     | 11.  | Ādams Krieviņš                      | 16. März 1928 – 5. Mai 1931            | 1889–1951       |            | Radikaldemokratische Partei                 |                                |  |
|     | 12.  | Hugo Celmiņš                        | 5. Mai 1931 – 1. September 1935        | 1877–1941       |            | Lettischer Bauernbund , seit 1934 parteilos |                                |  |
|     | 13.  | Roberts Garselis                    | 1. September 1935 – 4. April 1936      | 1892–1936       |            | parteilos                                   |                                |  |
|     | 14.  | Roberts Liepiņš                     | 7. Juli 1936 – 5. Juli 1940            | 1890–1978       |            | parteilos                                   |                                |  |
|     | 15.  | Jānis Pupurs                        | 5. Juli 1940 – 12. September 1940      | 1901–1977       |            | parteilos                                   |                                |  |
|     | 16.  | Ādolfs Ermsons                      | 12. September 1940 – 29. November 1940 | 1900–1978       |            | parteilos                                   |                                |  |

### 1940–1944
Seit Ende 1940 war Riga von sowjetischen Truppen besetzt und gehörte offiziell zur Lettischen Sozialistischen Sowjetrepublik.
Von September 1941 bis Oktober 1944 war Riga von deutschen Truppen besetzt.
| Nr. | Nr. | Name                         | Amtszeit                             | Lebensdaten | Fotografie | Partei                          | Bemerkungen |  |
| --- | --- | ---------------------------- | ------------------------------------ | ----------- | ---------- | ------------------------------- | ----------- |  |
|     | 17. | Arnolds Deglavs              | 29. November 1940 – 1. Juli 1941     | 1904–1969   |            | Lettische Kommunistische Partei | —           |  |
|     | 18. | Hugo Wittrock (Hugo Vitroks) | 1. September 1941 – 13. Oktober 1944 | 1873–1958   |            | NSDAP                           |             |  |

### Seit 1992
Seit 1990 konnten die Bürgermeister wieder in freien Wahlen gewählt werden, seit 1991 in der Republik Lettland.
| Nr. | Nr. | Name                        | Amtszeit                           | Lebensdaten | Fotografie | Partei                                                                                        | Bemerkungen                                             |
| --- | --- | --------------------------- | ---------------------------------- | ----------- | ---------- | --------------------------------------------------------------------------------------------- | ------------------------------------------------------- |
|     | 27  | Andris Teikmanis            | 1992 – 1994                        | * 1959      |            | Lettische Volksfront (Latvijas Tautas fronte)                                                 | 1990–1994 auch Vorsitzender des Stadtrats               |
|     | 28. | Māris Purgailis             | 1994 – 9. März 1997                | 1947–2022   |            | Lettische Nationale Unabhängigkeitsbewegung (Latvijas Nacionālās Neatkarības Kustība)         |                                                         |
|     | 29. | Andris Bērziņš              | 9. März 1997 – 5. Mai 2000         | * 1951      |            | Lettischer Weg (Latvijas ceļš)                                                                |                                                         |
|     | 30. | Andris Ārgalis              | 10. Mai 2000 – 27. März 2001       | * 1944      |            | LNNK                                                                                          |                                                         |
|     | 31. | Gundars Bojārs              | 27. März 2001 – 29. März 2005      | * 1967      |            | Lettische Sozialdemokratische Arbeiterpartei (Latvijas Sociāldemokrātiskā Strādnieku partija) |                                                         |
|     | 32. | Aivars Aksenoks             | 29. März 2005 – 19. Februar 2007   | * 1961      |            | Neue Ära (Jaunais laiks)                                                                      |                                                         |
|     | 33. | Jānis Birks                 | 19. Februar 2007 – 1. Juli 2009    | * 1956      |            | LNNK [Tēvzemei un Brīvībai/LNNK]                                                              |                                                         |
|     | 34. | Nils Ušakovs (Nil Uschakow) | 1. Juli 2009 – 4. April 2019       | * 1976      |            | Zentrum der Harmonie (Saskaņas centrs)                                                        |                                                         |
|     |     | Oļegs Burovs (Oleg Burow)   | 5. April 2019 – 30. Mai 2019       | * 1960      |            | Die Ehre, Riga zu dienen (Gods kalpot Rīgai!)                                                 |                                                         |
|     | 35. | Dainis Turlais              | 31. Mai 2019 – 20. Juni 2019       | * 1950      |            | Die Ehre, Riga zu dienen (Gods kalpot Rīgai!)                                                 |                                                         |
|     |     | Oļegs Burovs (Oleg Burow)   | 20. Juni 2019 – 19. August 2019    | * 1960      |            | Die Ehre, Riga zu dienen (Gods kalpot Rīgai!)                                                 |                                                         |
| \|  | 36  | kommissarische Leitung      | 19. August 2019 – 24. Februar 2020 |             |            |                                                                                               | durch Edvīns Balševics, Artis Lapiņš, Aleksejs Remesovs |
|     | 37. | Mārtiņš Staķis              | seit 2. Oktober 2020               | * 1979      |            | Attīstībai/Par/Progresīvie                                                                    |                                                         |